# ノルマ (オペラ)
『ノルマ』 (Norma) は、ヴィンチェンツォ・ベッリーニが作曲、1831年に初演された全2幕からなるオペラである。主役を歌うソプラノ歌手にとって最も難度の高いオペラの1つと考えられており、過去にはローザ・ポンセル、ジーナ・チーニャ、ジンカ・ミラノフ、マリア・カラス、ジョーン・サザーランド、モンセラート・カバリェなどが得意とした。
ソプラノのアリア「清らかな女神」（Casta Diva, カスタ・ディーヴァ）は特に有名であり、リサイタルなどで単独で歌われることも多い。
- 原語曲名：Norma
- 台本：フェリーチェ・ロマーニ、アレクサンドル・スーメの同名の舞台劇による
- 演奏時間：約2時間20分（各幕約80分、60分）
- 初演：1831年12月26日、ミラノのスカラ座にて

## 作曲の経緯
ベッリーニはまだ30歳の若さであったが、前作「夢遊病の女」（La sonnambula, 1831年）の成功により、当時イタリア最高のオペラ作曲家としての名声を固めつつあった。その頃、財政的困難から低調な公演活動を余儀なくされていたスカラ座が起死回生の策として、「夢遊病の女」を生んだトリオ、すなわち作曲家ベッリーニ、台本家ロマーニ、主演（ソプラノ）ジュディッタ・パスタによって1831年 - 1832年のシーズン開幕を飾ろうとしたのがこの作品である。なお、これは既に名ソプラノとされていたパスタのスカラ座デビューであり、その点でも興行上の話題性は高かったと考えられている。ポリオーネ役にはこれまた著名なドメニコ・ドンツェッリ、アダルジーザ役には後に同じベッリーニの「清教徒」を初演するジューリア・グリーシが配され、当時の最高峰歌手陣を揃えた初演となった。

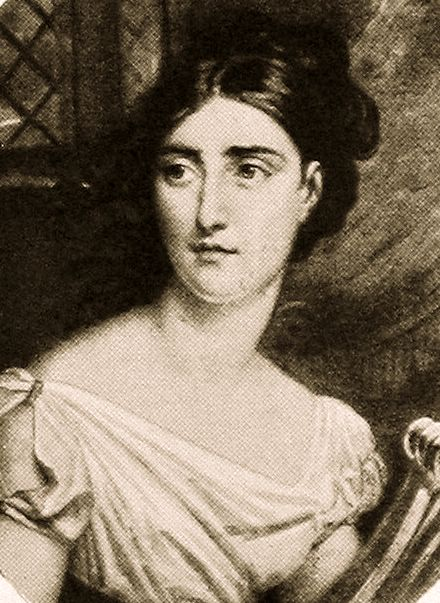
名ソプラノ、ジュディッタ・パスタ。主役ノルマを歌った

ロマーニは当時パリ・オデオン座で公開され始めたばかり（初演1831年4月16日）の舞台劇「ノルマ」にオペラ化の可能性を見出し、同年7月20日頃から台本作成を開始したと考えられている。ベッリーニがほぼ完成した台本を受領したのは彼の書簡によれば9月1日であり、そこからわずか3か月のうちにこの名オペラが完成したことになる。

## 編成

### 主な登場人物
- ポリオーネ、ローマ帝国のガリア地方総督（テノール）
- オロヴェーゾ、ドルイド教徒の長（バス）
- ノルマ、巫女の長で、オロヴェーゾの娘（ソプラノ）
- アダルジーザ、イルミンスルの神殿に仕える若き巫女（原曲ではソプラノで歌われたが、今日ではメゾソプラノが多い）
- クロティルデ、ノルマの親友（ソプラノ）
- フラヴィオ、ポリオーネの友人（テノール）
- 合唱

### 楽器構成
フルート2（2番はピッコロ持ち替え）、オーボエ2、クラリネット2、ファゴット2、ホルン4、トランペット2、トロンボーン3、チンバッソ、ティンパニ、タムタム、大太鼓とシンバル、ハープ、バンダ（ピアノ譜のままで任意の吹奏楽）、弦5部

## 舞台構成
全2幕5場。
- 前奏曲
- 第1幕　
  - 第1場 - ドルイド教徒の神聖な森
  - 第2場 - ノルマの住居の前
- 第2幕
  - 第1場 - ノルマの住居の内部
  - 第2場 - イルミンスルの神殿

## あらすじ
時と場所は紀元前50年頃、ローマ帝国支配下にあるガリア地方。

### 第1幕第1場
前奏曲に続いて、舞台はドルイド教徒の森。オロヴェーゾに率いられた一団が、ローマからの解放を願う祈りを捧げて去る。物陰から現れたポリオーネは同行するフラヴィオに、自分のノルマへの愛はもはや醒めたこと、今では若きアダルジーサを愛していることを告げ、ノルマがそれを知れば復讐があるだろう、と恐れおののく。入れ替わるように再びドルイド教徒たちがノルマに率いられて現れ、儀式を行う。ここで歌われるのが有名なシェーナとカヴァティーナ『清らかな女神』である。人々はローマへの怒りに燃えているが、ノルマは蜂起を許さず、実は自らがローマ総督ポリオーネを密かに愛し、2人の息子までもうけた苦しい胸のうちを独白する。一同は去るが、これもまたローマ人に対する背徳の愛に悩む若きアダルジーザが独り残る。そこにポリオーネが現れ、一緒にローマへ逃げよう、と情熱的に説得、初めは拒絶していたアダルジーザも遂には従うことを約束する。

### 第1幕第2場
ノルマがクロティルデの援助の下、密かに2人の子供を育てる住居にアダルジーザがやって来る。慌てて子供達を隠すノルマに、アダルジーザは、巫女には禁じられた恋愛をしてしまった悩みを告白する。お互いに同じ男性を愛しているとは知らないノルマは彼女を赦す。そこに偶然ポリオーネが現れ、2人の女性は初めて状況を理解する。ノルマは、アダルジーザには罪はなく、全てはポリオーネの不実のせい、と激しい非難を加える。恋の修羅場の三重唱。

### 第2幕第1場
ノルマは2人の息子と心中しようと試みるが、子供の寝姿を見るとそれは果たせない。アダルジーザが住居に現れ、自分はポリオーネと別れる決意を固めたと話し、ノルマには「子供たちの素晴らしい母親として生きて欲しい」と説得する。ノルマとアダルジーザは互いの友情を確認し、有名な美しい二重唱が歌われる。

### 第2幕第2場
ポリオーネがアダルジーザの提案を拒否したと聞いたノルマは、怒りのあまり、祭壇の銅鑼を3度打ち鳴らし戦争開始を合図する。ポリオーネがアダルジーザを連れ去ろうと神殿に闖入、捕われた、との報せが入る。群集がポリオーネを引き立てて参集する。ノルマは「この男を殺す前に、尋問して共犯の巫女の名を明らかにする」と述べ、人々を一旦立ち退かせる。ポリオーネと2人きりになったノルマは「アダルジーザを忘れるという約束と引換えに、お前の命だけは助けよう」と言うが、強情なポリオーネは取り合わない。ノルマは「裏切り者の女の名がわかった。火刑台の準備をしろ」と人々を再び招集する。ポリオーネはアダルジーザの名が明かされることを怖れるが、ノルマは「裏切り者は私です」と人々に宣言する。衝撃を受けたポリオーネはノルマへの愛に再度めざめ、「貴女は素晴らしい女性。自分はそれを知るのが遅すぎた」と許しを請う。ノルマは父オロヴェーゾに2人の子供の助命を懇願、オロヴェーゾはためらっていたが受け入れる。ノルマは従容と火刑台に向かう。

## 聴きどころ
第1幕第1場
- 前奏曲 - 劇中の旋律を含むメロディで構成。緊迫感溢れる一曲。
- 『彼女を連れてヴィーナスの祭壇へ』（ポリオーネ） - アダルジーザへの愛を友人フラーヴィオに告白するポリオーネのアリア。繊細な表現と輝かしい高音を必要とする。
- 『清らかな女神』～『ああ、あの愛がもどれば』（ノルマ） - 劇中の白眉。声楽的にも極めて難しく、歌い手の力量により左右される。マリア・カラスも「全てのアリアの中で最も難しい」と語った。
- 『行くが良い、残酷な人よ』（ポリオーネとアダルジーザ） - ポリオーネとの仲を悩むアダルジーザに対して、ローマに行って結婚しようと誘う。アダルジーザの戸惑いとポリオーネの情熱的な誘いかけが見事な対比となっている。

第1幕第2場
- 『ああ、思い出す』（ノルマとアダルジーザ） - 愛の悩みを打ち明けに来たアダルジーザを見て、私もそうだったと思いをはせ、励ますノルマとの女声二重唱。同じ悩みを抱える女同士の共感とそこから生まれる友情を美しい旋律で描く。
- 『不実な人よ』（ノルマ、アダルジーザ、ポリオーネ） - アダルジーザの相手がポリオーネであることを知って激怒するノルマ、困惑するアダルジーザ、そして開き直るポリオーネの三者の感情が爆発する修羅場の三重唱。

第2幕第1場
- 『お願い、子ども達を連れて行って』～『そう、残る命を』（ノルマとアダルジーザ） - 死を決意し、アダルジーザに子どもを託すノルマと、「子どものためにも生きて」と説得するアダルジーザの二重唱。女同士の美しい友情が生まれる。

第2幕第2場
- 『あなたはついに私の手に』（ノルマとポリオーネ） - 神殿からアダルジーザを連れ出そうとして失敗したポリオーネと命を助ける代わりにアダルジーザを諦める事を求めるノルマの思いが交錯する二重唱。
- 『この心を、あなたを裏切ったの』～『ああ、どうぞあの子たちを』（ノルマ、ポリオーネ、オロヴェーゾ、合唱） - 儀式に参加する人々の前で、自分とポリオーネのことを告白し、父に子ども達を託して火刑台に登る壮大なフィナーレ。